# Joshua (filme)
Joshua (Brasil: Joshua, o Filho do Mal ) é um filme de horror psicológico de 2007 sobre uma família de Manhattan que se ve diante problemas psicóticos de seu filho, Joshua. O filme foi dirigido por George Ratliff e tem como atores principais: Sam Rockwell, Vera Farmiga e Jacob Kogan. Foi lançado em 6 de julho de 2007, nos Estados Unidos.

## Recepção
No consenso do agregador de críticas Rotten Tomatoes diz: "Embora Joshua seja, em última análise, muito estereotipado, sua inteligência e acúmulo de suspense aumentam o fator geral de fluência". Na pontuação onde a equipe do site categoriza as opiniões da grande mídia e da mídia independente apenas como positivas ou negativas, o filme tem um índice de aprovação de 62% calculado com base em 99 comentários dos críticos. Por comparação, com as mesmas opiniões sendo calculadas usando uma média aritmética ponderada, a nota alcançada é 6,3/10.
Em outro agregador, o Metacritic, que calcula as notas das opiniões usando somente uma média aritmética ponderada de determinados veículos de comunicação em maior parte da grande mídia, tem uma pontuação de 69/100, alcançada com base em 25 avaliações da imprensa anexadas no site, com a indicação de "revisões geralmente favoráveis".

## Musica
A música em destaque no final do filme é "The Fly", que foi escrita especialmente para o filme pelo cantor Dave Matthews. Matthews escreveu a canção junto da companhia de produção de quem é um parceiro, a ATO imagens, que também foi a responsável pelo filme.
A Sonata para piano n.º 12 de Beethoven foi utilizada amplamente no filme, sendo executada por Jacob Kogan, que na época tinha 12 anos.[carece de fontes?]